# From Genesis to Revelation
From Genesis to Revelation (с англ. — «От Бытия к Откровению») — первый студийный альбом британской рок-группы Genesis, выпущенный в Великобритании в марте 1969 года лейблом Decca Records (в США альбом выпущен лейблом London Records).
Продюсер альбома — Джонатан Кинг, человек, открывший группу в 1967 году, когда все участники группы ещё учились в частной школе Чартерхаус, которую ранее закончил и сам Кинг.

## История создания
В момент образования группа Genesis состояла из Питера Гэбриела, Тони Бэнкса, Майка Резерфорда и Энтони Филлипса, барабанщика в группе не было. Однажды их демозапись привлекла внимание Джонатана Кинга, он взял их под своё крыло вместе с их однокашником Крисом Стюартом, записавшим партию барабанов к их первому синглу — «The Silent Sun». Позднее группа описывала его как «стилизацию под Bee Gees», сделанную специально, чтобы угодить вкусам Кинга.
Выпуск этого сингла на лейбле Decca Records, с которым в этот момент был контракт также у The Rolling Stones, коммерческого успеха не принёс. Также как и выпущенный тремя месяцами позже второй сингл — «A Winter’s Tale». Разочарованный Кинг решил, что музыка группы будет лучше слушаться на лонгплее. Заменив Стюарта Джоном Сильвером, продюсер получил от группы набор песен, достаточный для альбома, тексты которых часто перекликались с библейскими сюжетами. Альбом был записан в августе 1968 года, когда участники группы были на школьных каникулах, а позже на него были наложены партии струнных секций и духовых, что вызвало у музыкантов досаду. Когда альбом был записан, музыкантам было от 16 до 18 лет, и никто из них не считал себя профессиональным музыкантом и не имел практически никакого студийного опыта.

«У всех есть мечты и надежды, но мы вовсе не строили далеко идущих планов. Нашими кумирами были The Beatles. Изначально идея состояла в том, чтоб сочинить песни и продать их каким-нибудь продюсерам. Но за них никто не хотел браться, и в итоге мы реализовали их сами. Тот первый альбом был приключением: мы вдруг поняли, что у нас есть неплохие способности. Питер явно был хорошим вокалистом, а мы были способны обеспечить ему аккомпанемент. Мы все учились.»— Тони Бэнкс, интервью Classic Rock
Альбом From Genesis to Revelation был выпущен через несколько месяцев в чёрном конверте с небольшой надписью готическими буквами золотого цвета в левом верхнем углу. За редким исключением магазины грампластинок разместили альбом в отделе религиозных записей, так что его было практически невозможно отыскать. Из первого выпуска было продано всего 650 копий. Когда группа добилась мирового успеха, этот альбом очень скоро достиг 170-й позиции американского чарта. Кроме как часть названия альбома, название группы на обложке нигде не упоминается в связи с тем, что в Decca Records обнаружили наличие малоизвестной американской группы с тем же названием и предложили музыкантам изменить своё название дабы избежать недоразумений. Кинг отказался. Вероятно, найденная юристами Decca Records группа — это коллектив из Лос-Анджелеса, выпустивший на лейбле Mercury Records в 1968 году лонгплей In The Beginning.
Вскоре Genesis ушли как от Decca Records, так и от Джонатана Кинга, решив развиваться по своим собственным правилам. Хотя у Кинга было больше опыта и он собирался подать Genesis в более коммерческом виде, они чувствовали себя скованно от попыток Кинга урезать и ограничивать их всё более и более длинные и рискованные новые композиции. Группа стала профессиональной в 1969 году и, заменив Джона Сильвера Джоном Мэйхью, начала создавать музыку, которая позже составила материал альбома Trespass, вышедший в октябре 1970 года, когда группа подписала контракт с Charisma Records.
Хотя альбом изначально вышел на Decca Records, Кинг всё ещё располагает правами на альбом From Genesis to Revelation и периодически перевыпускает его под разными названиями, в частности In the Beginning, Where the Sour Turns to Sweet, Rock Roots: Genesis, …And the Word Was, The Genesis of Genesis.

## Список композиций
Все песни, кроме специально отмеченных, написаны Гэбриелом и Бэнксом.

### сторона А
1. Where the Sour Turns to Sweet — 3:16
2. In the Beginning (Гэбриел, Филлипс) — 3:44
3. Fireside Song (Бэнкс, Филлипс, Резерфорд) — 4:58
4. The Serpent — 3:58
5. Am I Very Wrong? — 3:31
6. In the Wilderness (Бэнкс, Гэбриел, Филлипс, Резерфорд) — 3:39

### сторона Б
1. The Conqueror — 3:22
2. In Hiding (Гэбриел, Филлипс) — 2:38
3. One Day — 3:21
4. Window (Филлипс, Резерфорд) — 3:33
5. In Limbo (Бэнкс, Гэбриел, Филлипс, Резерфорд, Сильвер) — 3:30
6. Silent Sun — 2:13
7. A Place to Call My Own (Гэбриел, Филлипс) — 1:59

## Участники записи
Genesis:
- Питер Гэбриел — вокал, флейта
- Тони Бэнкс — орган, фортепиано, бэк-вокал
- Энтони Филлипс — гитары, бэк-вокал
- Майк Резерфорд — бас-гитара, гитара, бэк-вокал
- Джон Сильвер — ударные, кроме композиции «Silent Sun»

Приглашённые музыканты:
- Крис Стюарт — ударные на «Silent Sun»
- Arthur Greenslade, Lou Warburton — струнные инструменты и горн, дирижирование